# Laszkar-i-Toiba
Lashkar-i-Toiba (Laszkar-e-Tajjaba; urdu: لشكرِ طيبه), LiT – organizacja militarno-terrorystyczna z siedzibą w mieście Muzaffarabad w pakistańskiej części Kaszmiru.
Organizacja powstała w 1984 roku celem udzielania pomocy zbrojnej afgańskim mudżahedinom walczącym ze Związkiem Radzieckim. W 1986 roku organizacja wycofała się z Afganistanu, nie będąc w stanie odnaleźć się w miejscowych rywalizacjach klanowych. Od 1989 roku skoncentrowała się na wspieraniu kaszmirskich separatystów w indyjskiej części stanu Dżammu i Kaszmir, dokąd wysłała bojowników.
W 2001 roku, po atakach z 11 września, Markaz Dawa wa'l-Irszad została wpisana przez USA na listę organizacji terrorystycznych. W styczniu 2002 roku została również zakazana w Pakistanie i od lutego tego roku zmieniła oficjalną nazwę na Dżamaat ad-Dawa. W tym samym czasie Laszkar-i-Toiba, jej skrzydło zbrojne, została oficjalnie przeniesiona do pakistańskiego Kaszmiru (który w sensie prawnym nie jest częścią Pakistanu), a Dżamaat ad-Dawa oficjalnie się od niego odcięła.